# Edmond Novicki
Edmond Novicki (ur. 20 września 1912 w Krapkowicach) – francuski piłkarz polskiego pochodzenia. W latach 1936–1937 wystąpił w 2 meczach reprezentacji Francji i strzelił dla niej 1 bramkę. Był zawodnikiem takich klubów jak RC Lens, US Valenciennes, SC Fives i Lille OSC.